# Tsa Yig
Tsa Yig (tibetano: བཅའ་ ཡིག་, Wylie: bca 'yig) es el nombre otorgado a cualquier constitución monástica o código de disciplina moral basado en los preceptos budistas tibetanos.  Cada monasterio y convento tibetano tenía su propia Tsa Yig, y la variación en el contenido de Tsa Yig muestra un grado de autonomía y democracia interna.
En Bután, el Tsa Yig Chenmo (Dzongkha: བཅའ་ཡིག་ཆེན་མོ་, Wylie: bca 'yig chen-mo; «constitución, código de derecho») se refiere específicamente al código legal promulgado por el fundador Shabdrung Ngawang Namgyal alrededor de 1629. Antes de que el Shabdrung promulgara el Tsa Yig como el código legal nacional, había establecido el código como la ley de los monasterios de Ralung y Cheri hacia 1620. El código describía el régimen espiritual y civil, y proporcionaba leyes para la administración del gobierno y para la conducta social y moral. Los deberes y virtudes inherentes a la ley religiosa budista (dharma) desempeñaron un papel importante en el código legal, que permaneció vigente hasta la década de 1960.

## Constituciones monásticas
Los Tsa Yig, como constituciones u ordenanzas monásticas, enfatizan la organización institucional y el calendario litúrgico. Considerado un tipo especial de literatura budista, estos códigos tienen una estrecha conexión, pero están separadas, con las reglas generales vinaya sobre moralidad y conducta individual. Si bien compartieron algunos elementos comunes en su estructura básica, los diferentes Tsa Yig varían considerablemente en alcance y contenido, de modo que ninguno podría denominarse como típico. Estas variaciones indican una medida de autonomía monástica y democracia interna.
Por ejemplo, una Tsa Yig incluía leyes que le prohibían cazar directamente a los monjes y que regulaban la caza entre laicos. El Tsa yig para un establecimiento gelugpa estipula que «cuando aparezcan cazadores itinerantes, deben ser castigados reuniendo sus armas en el templo del protector y, además, exhortados una vez más a observar la legalidad».
El Tsa Yig no se limita al budismo tibetano convencional, sino que también se han implementado en los monasterios de la doctrina Bön. En 1902, por ejemplo, las leyes del Tsa Yig se observaron escritas en una hoja ancha de papel pegada y publicada en una posición destacada en un monasterio Bön, estipulando que cuando un monje ordenado fuera hallado culpable de violar las reglas, particularmente las relativas a la castidad, debería ser castigado y expulsado inmediatamente del monasterio. Tales castigos fueron, sin embargo, conmutable en multas, como el pago de dinero al lama que lo ordenó, y proporcionar entretenimiento y regalos a las otras autoridades monásticas y demás miembros de la congregación.

## Tsa Yig en Bután
El Tsa Yig ocupó un puesto especial en Bután como el principal código legal de la nación desde su fundación en 1629, pasando por la creación de la moderna monarquía butanesa, hasta su derogación de jure en 1965. Durante ese tiempo, el código social y moral de Shabdrung Ngawang Namgyal evolucionó a un código de regulaciones para el Reino de Bután unificado. Muchos principios básicos de la Tsa Yig butanesa persisten en códigos legales modernos, incluida su Constitución.

### Primeros antecedentes
El Tsa Yig de Shabdrung Ngawang Namgyal estableció el sistema de gobierno dual de Bután, una síntesis de autoridad espiritual y temporal. Central en dicho sistema era un espíritu de perfecto desinterés en los atavíos del poder. El Tsa Yig regía la conducta y las relaciones entre los débiles (los reyes), el sacerdocio y los raiyats (campesinos). Se decía que las leyes espirituales se asemejaban a un nudo de seda conocido como Chho-Thrim Dargi Dudphu, fácil y ligero al principio pero gradualmente cada vez más apretado; se decía que las leyes temporales y monárquicas se asemejaban a un yugo dorado conocido como Gyal-Thrim Sergi Nyashing, gradualmente cada vez más y más pesado.
El Tsa Yig contenía las prohibiciones de «diez actos impíos», que incluían delitos como el homicidio y el robo en una iglesia o propiedad monástica. El Tsa Yig estipuló el pago de ochenta veces en casos de robo de la propiedad del rey, y el pago de ocho veces en caso de robo entre súbditos. El adulterio también se castigaba con multas. La falsedad era castigada por el hecho de que el ofensor fuera ejecutado en un templo y por la invocación de deidades y dioses tutelares.
El Tsa Yig también contenía deberes afirmativos, llamados los «dieciséis actos de piedad social». Todos estaban obligados a considerar a los padres con respeto filial y afectos, y a los ancianos con reverencia. Todos debían recibir con gratitud cualquier acción amable hecha por otros para sí mismos. Además, debían evitar la deshonestidad y el uso de medidas falsas.

### Bután moderno
En 1907, Ugyen Wangchuck, penlop (gobernador) de Trongsa, había consolidado el poder como monarca hereditario de Bután y como poseedor hereditario del cargo de Druk Desi bajo el sistema dual de gobierno. Poco después de la ascensión al trono y al cargo, el rey consideró necesario hacer varias modificaciones al Tsa Yig existente, citando una «laxitud peligrosa» como que «se había infiltrado en todas las ramas de la justicia». Se observó que los lamas violaban sus juramentos y otros hábitos sacerdotales. Mientras tanto, la corrupción del gobierno y la insuficiencia en la aplicación de la ley llevaron a una pérdida de fe entre la población hacia sus gobernantes. Por lo tanto, el rey estableció nuevas reglas en el Tsa Yig, que justificó en términos de los preceptos budistas. En primer lugar, el rey promulgó leyes sobre la recaudación de impuestos y la rendición de cuentas de los recolectores al rey, prohibió la combinación de explotaciones raiyat (campesinas), anuló retroactivamente tales combinaciones previas y dispuso la expropiación de las propiedades de los lamas al morir o jubilarse, con el fin de reducir su número y poder. Las regulaciones sobre conducta dentro de los dzongs también fueron refinadas. La tributación en forma de trabajo siguió siendo una institución importante. Las reformas de Ugyen Wangchuck prohibieron la compraventa de esclavos, y limitaron el uso de culíes"[] por parte de oficiales estatales a ocasiones en las que la salud del oficial así lo requería. De lo contrario, la institución de la esclavitud quedó intacta: los esclavos que trataban de escapar serían detenidos, y cualquiera que albergara a un esclavo fugado debía «compensar [castigar] al esclavo». Sin embargo, si uno regresaba un esclavo escapado, el dueño original tenía la obligación legal de compensarlo por su tiempo y esfuerzo.
Aquellos que albergaban a ladrones debían recibir el mismo castigo que tales criminales. Cualquier persona que amenazara o intentara golpear a otro con una espada erróneamente, se hacía responsable de una multa sobre la espada. El que cometió un homicidio pero no huyó de la escena debía ser castigado «dejándolo atado al cadáver del difunto a quien había matado», mientras que el que huía podía ser asesinado en cualquier lugar y siempre que fuera capturado. Los hijos de un homicida serían desterrados de su hogar. Las excepciones a la prohibición del homicidio se refinaron para incluir la defensa propia, exculpando a las víctimas de ladrones y ladrones que dominaron y mataron a sus atacantes. Aquellos que mataran a famosos ladrones o enemigos durante tiempos de guerra debían ser recompensados. La insubordinación y corrupción del gobierno, así como la falsificación de las cartas del gobierno, debían castigarse con ceguera o decapitación.También se incluyó la prohibición de la «hierba más sucia y nociva, llamada tabaco».

### Codificación y abrogación
El nieto de Ugyen, el rey Jigme Dorji Wangchuck reformó aún más el Tsa Yig como parte de un programa de modernización gubernamental más amplio. Comenzó a abrir Bután hacia el mundo exterior y dio los primeros pasos hacia su democratización. Tras la subida al trono en 1952, Jigme Dorji Wangchuck puso fin al feudalismo y la esclavitud y liberó a todos los siervos que quedaban.
El Tsa Yig fue revisado en 1957 y reemplazado ostensiblemente con un nuevo código en 1965. Sin embargo, el código de 1965 retuvo la mayor parte del espíritu y la sustancia del código del siglo XVII. Los problemas familiares, como el matrimonio, el divorcio y la adopción, generalmente se resolvían recurriendo a la ley religiosa budista o hindú. En el Bután moderno, los líderes de las aldeas a menudo juzgaban casos menores y los funcionarios de Dungkhag (subdistrito de un dzongkhap) juzgaban delitos mayores. Si bien los códigos penales de Bután siguen basándose en los principios del Tsa Yig, la Constitución de Bután de 2008 abroga efectivamente la autoridad política directa de los lamas, la pena capital y el destierro. La Constitución moderna, sin embargo, conserva varios deberes y prohibiciones en una dicotomía similar a la Tsa Yig original.